# Metanomeuta fulvicrinis
Metanomeuta fulvicrinis är en fjärilsart som beskrevs av Edward Meyrick 1935. Metanomeuta fulvicrinis ingår i släktet Metanomeuta och familjen spinnmalar. Inga underarter finns listade i Catalogue of Life.